# 金河田
东莞市金河田实业有限公司簡稱金河田是中華人民共和國廣東省东莞市一家电脑周边系列产品（電腦配件）生產企業，主要产品有电脑机箱、电源、音箱、键盘以及鼠标。公司成立於1993年，前身是一家五金加工制品厂，在1980年代名為河田五金廠。

## 外部連結
- 官方网站